# Oospila cristae
Oospila cristae es una especie de polilla de reciente descubrimiento, perteneciente a la familia Geometridae, descrita en 2018, con distribución en el Ecuador. Pertenece a un grupo de especies que lleva el nombre de Oospila flavilimes. El holotipo de la especie fue descrito a orillas del Río Huambuno, provincia de Napo.
Es una polilla pequeña, con una envergadura de 19 mm en el macho y 21 mm en las hembras y de color verde grisáceo oscuro con finas estrías marrones.